# Esenbeckia fairchildi
Esenbeckia fairchildi är en tvåvingeart som beskrevs av Philip 1943. Esenbeckia fairchildi ingår i släktet Esenbeckia och familjen bromsar. Inga underarter finns listade i Catalogue of Life.